# Chiesa di Sant'Antonio di Padova alla Circonvallazione Appia
La chiesa di Sant'Antonio di Padova alla Circonvallazione Appia è una chiesa di Roma, costruita tra il 1936 e 1938 nel quartiere Appio-Latino, in via Circonvallazione Appia.
La chiesa presenta una grande facciata con tre finestre verticali ed un gruppo marmoreo raffigurante Sant'Antonio che soccorre gli orfani. La chiesa è coronata da una cupola affiancata da due campanili terminanti a cuspide. L'interno a tre navate separate da pilastri, con matronei. La semplice abside è illuminata dalla luce proveniente dalla grande cupola.
La chiesa è parrocchia dal 1º marzo 1988 ed è affidata ai Rogazionisti del Cuore di Gesù . Accanto alla Parrocchia è situata la Curia Generale delle Suore Figlie del Divino Zelo.
Su questa chiesa insiste la diaconia di Sant'Antonio di Padova a Circonvallazione Appia, istituita il 18 febbraio 2012.

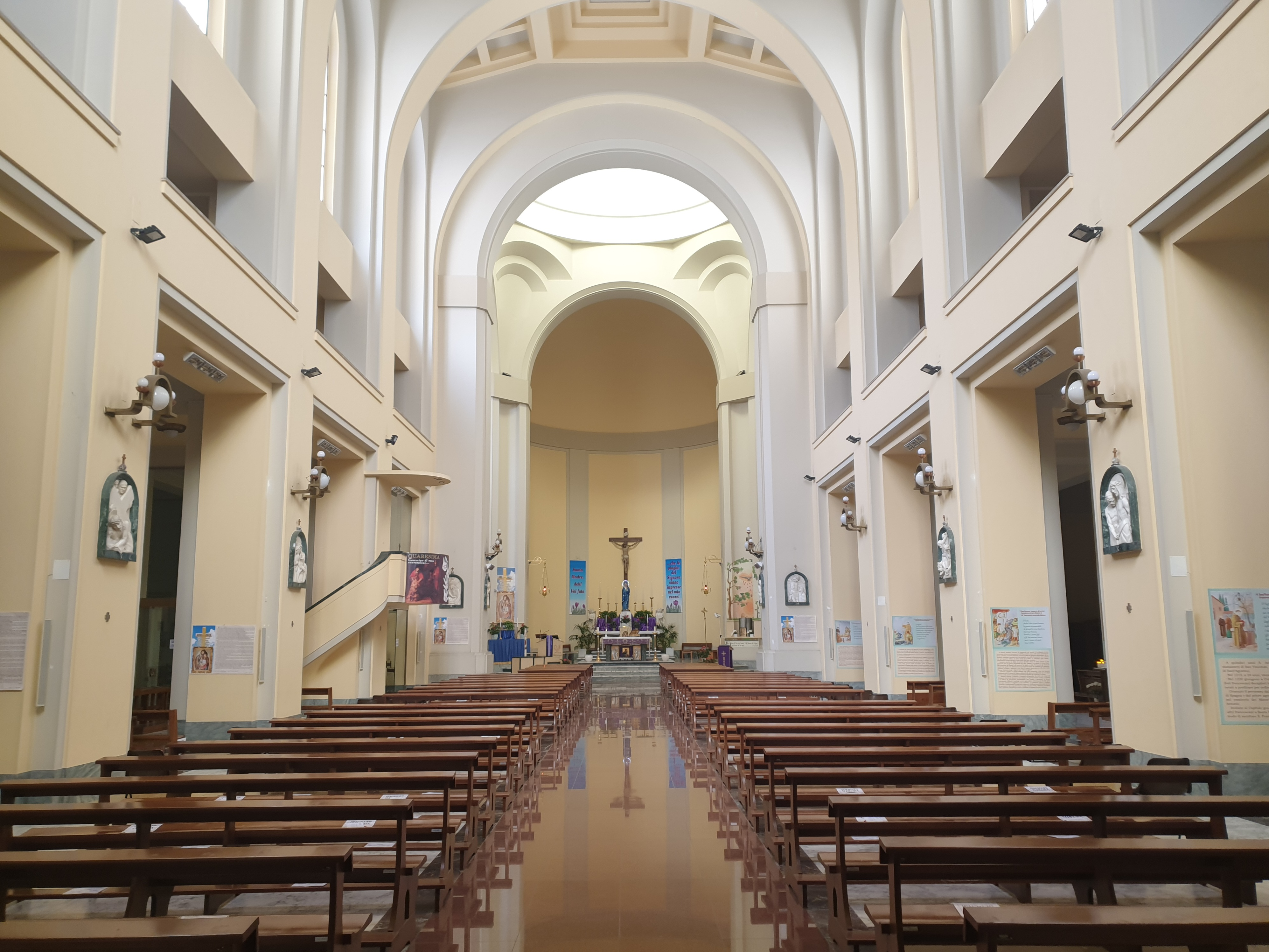
L'interno